# Élections régionales de 2014 en Saxe
Les élections régionales de 2014 en Saxe (en allemand : Landtagswahl in Sachsen 2014) se tiennent le 31 août 2014, afin d'élire les 120 députés de la 6e législature du Landtag, pour un mandat de cinq ans. Du fait des résultats et en application de la loi électorale, 126 députés sont élus.
Au cours du scrutin, un peu moins de la moitié des électeurs se déplace. L'Union chrétienne-démocrate du ministre-président Stanislaw Tillich maintient sa domination sur le Land en captant 40 % des voix, mais son partenaire du Parti libéral-démocrate se trouve exclu de l'assemblée parlementaire, où l'Alternative pour l'Allemagne fait son entrée avec près de 10 % des suffrages. Le chef de l'exécutif reconstitue ensuite une grande coalition avec le Parti social-démocrate et entame ainsi son troisième mandat.

## Contexte
Porté au pouvoir en mai 2008, le ministre-président Stanislaw Tillich confirme la domination de l'Union chrétienne-démocrate d'Allemagne (CDU) dans la vie politique régionale à l'occasion des élections du 31 août 2009.
Ce jour-là, alors qu'elle perdait près de 15 points en Sarre et en Thuringe, la CDU recule de moins d'un point en Saxe et réalise un score de 40,2 % des suffrages. La forte progression du Parti libéral-démocrate (FDP), qui atteint la barre des 10 %, permet à Tillich de constituer une « coalition noire-jaune » et mettre fin à la « grande coalition » constituée en 2004.
À gauche, Die Linke confirme sa prépondérance à gauche avec plus de 20 % des suffrages, en recul de trois points, tandis que le Parti social-démocrate d'Allemagne (SPD) reste désespérément faible avec à peine 10,4 % et que l'Alliance 90 / Les Verts (Grünen) confirme son implantation parlementaire avec 6,9 % des voix, en hausse de deux points. Enfin, bien qu'en chute avec 5,6 %, le Parti national-démocrate d'Allemagne (NPD) réussit pour la première fois de son histoire à conserver sa représentation dans un Landtag.
En cours de législature surviennent les élections fédérales du 27 septembre 2009 et du 22 septembre 2013. Si lors du premier scrutin, les chrétiens-démocrates ont réalisé une contre-performance avec 35,6 % des voix, principalement au profit des libéraux-démocrates qui engrangent 13,3 %, ils se sont nettement rattrapés quatre ans plus tard avec un résultat de 42,6 % des suffrages. Ce score se fait au détriment du FDP, qui s'effondre à 3,3 %. À gauche, le rapport de force reste inchangé même si le SPD est plus fort à l'occasion de ces élections en recueillant chaque fois 14,6 %.

## Mode de scrutin
Le Landtag est constitué de 120 députés (en allemand : Mitglied des Landtags, MdL), élus pour une législature de cinq ans au suffrage universel direct et suivant le scrutin proportionnel d'Hondt.
Chaque électeur dispose de deux voix : la première (Wahlkreisstimme) lui permet de voter pour un candidat de sa circonscription selon les modalités du scrutin uninominal majoritaire à un tour, le Land comptant un total de 60 circonscriptions ; la seconde voix (Landesstimme) lui permet de voter en faveur d'une liste de candidats présentée par un parti au niveau du Land.
Lors du dépouillement, l'intégralité des 120 sièges est répartie proportionnellement aux secondes voix entre les partis ayant remporté au moins 5 % des suffrages exprimés au niveau du Land ou deux circonscriptions. Si un parti a remporté des mandats au scrutin uninominal, ses sièges sont d'abord pourvus par ceux-ci.
Dans le cas où un parti obtient plus de mandats au scrutin uninominal que la proportionnelle ne lui en attribue, il conserve ces mandats supplémentaires et la taille du Landtag est augmentée par des mandats complémentaires distribués aux autres partis pour rétablir une composition proportionnelle aux secondes voix.

## Campagne

### Principales forces
| Parti | Parti                                                                              | Idéologie                                                                    | Chef de file                           | Résultats de 2009          |
| ----- | ---------------------------------------------------------------------------------- | ---------------------------------------------------------------------------- | -------------------------------------- | -------------------------- |
|       | Union chrétienne-démocrate d'Allemagne Christlich Demokratische Union Deutschlands | Centre droit Démocratie chrétienne, libéral-conservatisme                    | Stanislaw Tillich (Ministre-président) | 40,2 % des voix 58 députés |
|       | Die Linke                                                                          | Extrême gauche à gauche Socialisme démocratique, anticapitalisme, populisme  | Rico Gebhardt                          | 20,6 % des voix 29 députés |
|       | Parti social-démocrate d'Allemagne Sozialdemokratische Partei Deutschlands         | Centre gauche Social-démocratie, troisième voie, progressisme                | Martin Dulig                           | 10,4 % des voix 14 députés |
|       | Parti libéral-démocrate Freie Demokratische Partei                                 | Centre à centre droit Libéralisme, Libéralisme économique                    | Holger Zastrow                         | 10,0 % des voix 14 députés |
|       | Alliance 90 / Les Verts Bündnis 90/Die Grünen                                      | Centre gauche Écologie politique, progressisme                               | Antje Hermenau et Volkmar Zschocke     | 6,4 % des voix 9 députés   |
|       | Parti national-démocrate d'Allemagne Nationaldemokratische Partei Deutschlands     | Extrême droite Néonazisme, ultranationalisme, populisme                      | Holger Szymanski                       | 5,6 % des voix 8 députés   |
|       | Alternative pour l'Allemagne Alternative für Deutschland                           | Centre droit à droite Libertarianisme, euroscepticisme, national-libéralisme | Frauke Petry                           | Inexistant 0 député        |

### Sondages
| Institut                | Date       | CDU    | SPD  | Grünen | FDP   | Linke | AfD | NPD |
| ----------------------- | ---------- | ------ | ---- | ------ | ----- | ----- | --- | --- |
| Institut                | Date       |        |      |        |       |       |     |     |
| Forschungsgruppe Wahlen | 28/08/2014 | 40,5 % | 15 % | 5,5 %  | 3 %   | 19 %  | 7 % | 5 % |
| Infratest dimap         | 21/08/2014 | 40 %   | 14 % | 6,5 %  | 3,5 % | 19 %  | 7 % | 5 % |
| Forschungsgruppe Wahlen | 21/08/2014 | 39 %   | 15 % | 6 %    | 3 %   | 20 %  | 7 % | 5 % |
| uniQma                  | 18/08/2014 | 42 %   | 13 % | 6 %    | 3 %   | 18 %  | 6 % | 4 % |
| IM Field                | 09/08/2014 | 43 %   | 14 % | 7 %    | 3 %   | 20 %  | 5 % | 3 % |
| INSA                    | 08/08/2014 | 40 %   | 14 % | 6 %    | 5 %   | 19 %  | 6 % | 4 % |
| Infratest dimap         | 10/07/2014 | 42 %   | 13 % | 7 %    | 4 %   | 21 %  | 7 % | 3 % |
| Forsa                   | 20/06/2014 | 42 %   | 15 % | 6 %    | 3 %   | 18 %  | 8 % | 3 % |
| uniQma                  | 13/06/2014 | 43 %   | 16 % | 6 %    | 3 %   | 16 %  | 7 % | 3 % |
| Infratest dimap         | 30/04/2014 | 43 %   | 16 % | 6 %    | 4 %   | 18 %  | 6 % | 4 % |
| dimap                   | 29/03/2014 | 45 %   | 15 % | 6 %    | 4 %   | 17 %  | 6 % | 4 % |
| INSA                    | 08/03/2014 | 43 %   | 15 % | 5 %    | 2 %   | 22 %  | 7 % | 1 % |

## Résultats

### Voix et sièges
|                          |                                              |                                              |                  |                  |                  |                  |           |        |        |              |               |
| Partis                   | Partis                                       | Partis                                       | Circonscriptions | Circonscriptions | Circonscriptions | Circonscriptions | Listes    | Listes | Listes | Total sièges | +/-           |
| Partis                   | Partis                                       | Partis                                       | Votes            | %                | Sièges           | +/−              | Votes     | %      | Sièges | Total sièges | +/-           |
|                          | Union chrétienne-démocrate d'Allemagne (CDU) | Union chrétienne-démocrate d'Allemagne (CDU) | 646 729          | 39,67            | 59               | 1                | 645 414   | 39,41  | 0      | 59           | 1             |
|                          | Die Linke (Linke)                            | Die Linke (Linke)                            | 341 798          | 20,96            | 1                | 1                | 309 581   | 18,91  | 26     | 27           | 2             |
|                          | Parti social-démocrate d'Allemagne (SPD)     | Parti social-démocrate d'Allemagne (SPD)     | 215 689          | 13,23            | 0                | en stagnation    | 202 396   | 12,36  | 18     | 18           | 4             |
|                          | Alternative pour l'Allemagne (AfD)           | Alternative pour l'Allemagne (AfD)           | 105 024          | 6,44             | 0                | en stagnation    | 159 611   | 9,75   | 14     | 14           | 14            |
|                          | Alliance 90 / Les Verts (Grünen)             | Alliance 90 / Les Verts (Grünen)             | 102 614          | 6,29             | 0                | en stagnation    | 93 857    | 5,73   | 8      | 8            | 1             |
|                          | Parti national-démocrate d'Allemagne (NPD)   | Parti national-démocrate d'Allemagne (NPD)   | 83 717           | 5,13             | 0                | en stagnation    | 81 051    | 4,95   | 0      | 0            | 8             |
|                          | Parti libéral-démocrate (FDP)                | Parti libéral-démocrate (FDP)                | 66 330           | 4,07             | 0                | en stagnation    | 61 840    | 3,78   | 0      | 0            | 14            |
|                          | Électeurs libres (FW)                        | Électeurs libres (FW)                        | 32 389           | 1,99             | 0                | en stagnation    | 26 434    | 1,61   | 0      | 0            | en stagnation |
|                          | Parti de protection des animaux (Tierschutz) | Parti de protection des animaux (Tierschutz) | 0                | 0                | 0                | en stagnation    | 18 611    | 1,14   | 0      | 0            | en stagnation |
|                          | Parti des pirates (Piraten)                  | Parti des pirates (Piraten)                  | 25 946           | 1,59             | 0                | en stagnation    | 18 157    | 1,11   | 0      | 0            | en stagnation |
|                          | Die PARTEI                                   | Die PARTEI                                   | 3 008            | 0,18             | 0                | en stagnation    | 11 588    | 0,71   | 0      | 0            | en stagnation |
|                          | Autres                                       | Autres                                       | 7 191            | 0,44             | 0                | en stagnation    | 8 959     | 0,54   | 0      | 0            | en stagnation |
|                          |                                              |                                              |                  |                  |                  |                  |           |        |        |              |               |
| Votes valides            | Votes valides                                | Votes valides                                | 1 630 435        | 98,25            |                  |                  | 1 637 499 | 98,67  |        |              |               |
| Votes blancs et nuls     | Votes blancs et nuls                         | Votes blancs et nuls                         | 29 062           | 1,75             | 21 998           | 1,33             |           |        |        |              |               |
| Total                    | Total                                        | Total                                        | 1 659 497        | 100              | 60               | en stagnation    | 1 659 497 | 100    | 66     | 126          | 6             |
| Abstentions              | Abstentions                                  | Abstentions                                  | 1 717 130        | 50,85            |                  |                  | 1 717 130 | 50,85  |        |              |               |
| Inscrits / participation | Inscrits / participation                     | Inscrits / participation                     | 3 376 627        | 49,15            | 3 376 627        | 49,15            |           |        |        |              |               |

### Analyse
Alors qu'en 2009, la participation s'était élevée à 52 %, cette fois moins de la moitié des inscrits s'est rendue aux urnes, le taux de participation baissant de trois points (49 %), et atteignant son niveau le plus bas depuis les premières élections libres en 1990.
Ces élections ont de plus été marquées par une grande stabilité en pourcentage de voix pour presque tous les partis : la CDU (-0,8 points), la Linke (-1,7 points), le SPD (+2 points), les Grünen (-0,7 points) et le NPD (-0,6 points) ne voyant leur score varier qu'à la marge. Néanmoins pour ce dernier, le passage sous la barre des 5 % prive le parti de la représentation parlementaire acquise en 2004.
Le FDP est le grand perdant de ces élections, son score diminuant de plus de six points, mais atteignant néanmoins un niveau supérieur à celui obtenu en 1994 et 1999 (respectivement 1,8 % et 1,1 %). Face à cela l'AfD apparaît comme la grande gagnante, décrochant près de 10 % des suffrages exprimés, mais perdant néanmoins un point par rapport aux élections européennes quelques mois auparavant. Le succès des eurosceptiques ne s'est pas entièrement construit sur l'effondrement des libéraux, l'AfD prenant tout autant d'électeurs à la Linke qu'au FDP et même le double à la CDU. Les Grünen, parti le plus europhile de l'échiquier politique allemand, semblent être les seuls épargnés par la montée eurosceptique.

### Conséquences
La CDU arrivée en tête du scrutin doit former une grande coalition avec le SPD, ses anciens alliés du FDP ayant échoué à conserver leur représentation parlementaire, et Tillich ayant exclu la formation d'une coalition avec l'AfD. La formation d'une grande coalition est l'option préférée par près de 54 % des électeurs de Saxe, 14 % seulement d'entre eux souhaitant une coalition entre la CDU et l'AfD. Tillich entame son troisième mandat le 13 novembre suivant et forme un nouveau gouvernement, avec les sociaux-démocrates.